# تشارلز إتش كاربنتر
تشارلز إتش كاربنتر (بالإنجليزية: Charles H. Carpenter)‏ هو مصور أمريكي، ولد في 1939.